# قلعة جعبر
قلعة جعبر تقع في منطقة الجزيرة السورية على الضفة اليسرى لنهر الفرات على بعد 53 كيلو مترًا من مدينة الرقة في سوريا و13 كيلو مترًا من مدينة الطبقة "الثورة" .

## الموقع
وتقوم القلعة على هضبة كلسية بيضاوية الشكل ترتفع عما حولها زهاء 50 مترًا مشرفة على بحيرةالطبقة 1974 م. وهي قلعة ذات سورين يضمان ما يزيد على خمسة وثلاثين برجًا، بعضها مضلع والبعض نصف دائري. وأكثرها مهدم أو زائل. وفي وسط القلعة مسجد بقي منه مئذنة. وتضم أيضًا عددًا من المباني لم يبق إلا أثرها.

## التسمية
تنسب القلعة إلى جعبر سابق القشيري، أخذها منه السلطان السلجوقي ملكشاه بن ألب أرسلان 379هـ/ 986 م. ويقال أن القلعة كانت مسبوقة بقلعة أنشأها دوسر غلام النعمان بن المنذر ملك الحيرة قبل الإسلام.

## وصف القلعة

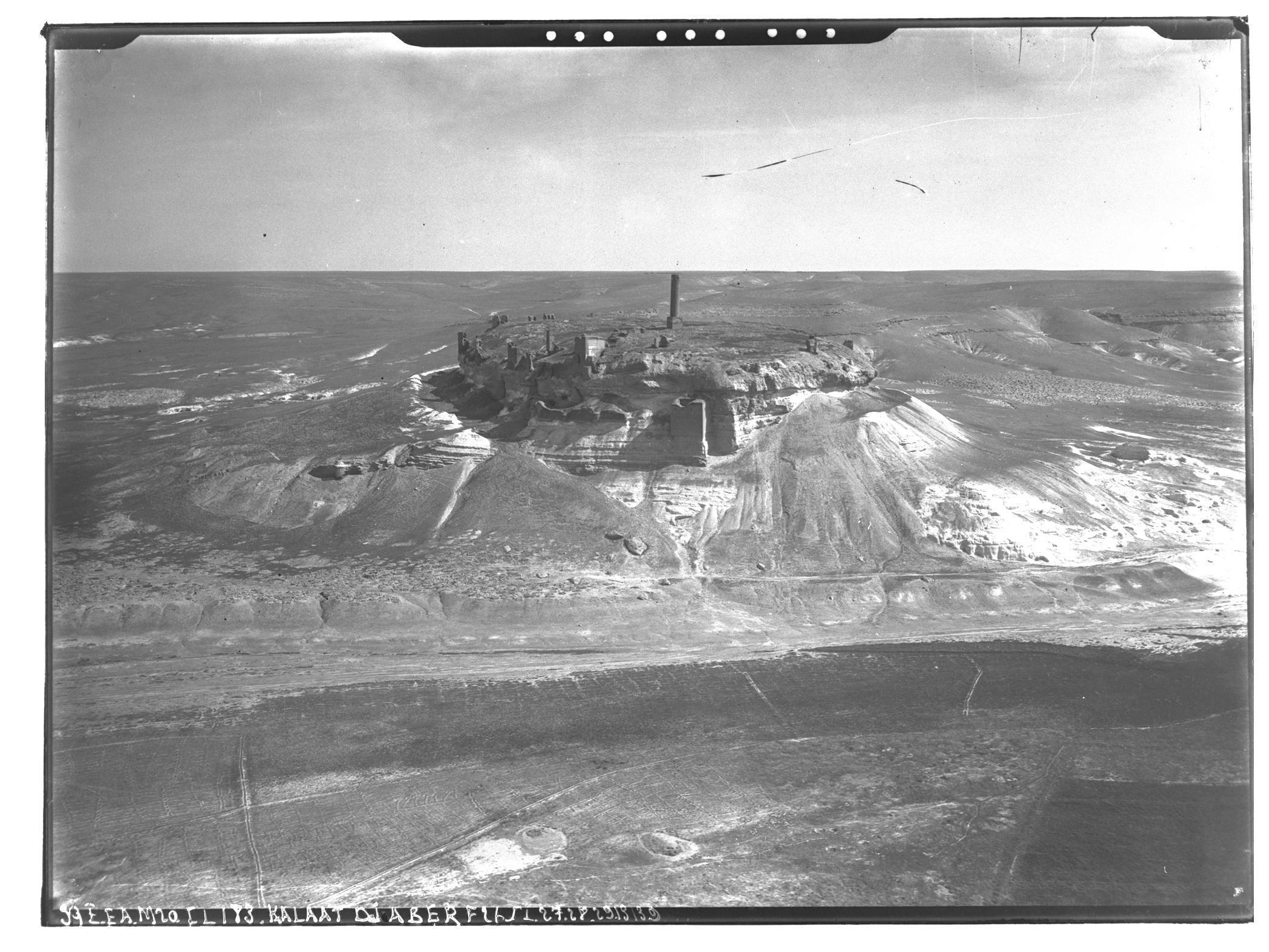
قلعة جعبر عام 1939 قبل بناء سد الطبقة وغمر الأراضي المحيطة بها بالماء

قلعة جعبر اليوم هي جزيرة وسط البحيرة، وتم ترميم مداخل القلعة التي أصبحت فوق جزيرة ضمن بحيرة الطبقة على نهر الفرات، وهي مفتوحة للزيارة وتقصدها مجموعات سياحية باستمرار.لموقعها المتميز على جزيرة تكونت بعد الغمر وسط بحيرة الطبقة التي تكونت بعد بناء سد الفرات حيث أصبحت مقصد سياحي .
تبلغ أبعاد القلعة 320م × 170م ويحيط بها سوران ضخمان يحيطان بمنشأت القلعة، وفي وسط القلعة تم تشييد مسجد، وما زالت مئذنته شامخة بعد أن تم ترمميها. وفي أقصى الجنوب هناك أحد الأبراج ورمم بشكل جيد وحوّل إلى متحف لآثار القلعة وأصبح يضم الاكتشافات التي تمت في القلعة.

## ضريح سليمان شاه
سليمان شاه ، جد عثمان الأول الذي أسس الإمبراطورية العثمانية، اشتهر بغرقه في نهر الفرات بالقرب من "قلعة جعبر"، ودُفن بالقرب من القلعة. ومع ذلك، فمن المحتمل أن هذه القصة نتجت عن الخلط بين سليمان شاه وسليمان بن كوتالمش مؤسس سلطنة السلجوق في ريم.
ولكن ليس من المؤكد ما إذا كان القبر الفعلي، المعروف باسم مزار تركي، يتعلق بأي من هذين الحكام.
قام الخليفة السلطان العثماني عبد الحميد الثاني بإعادة بناء المقبرة. وبموجب المادة 9 من معاهدة أنقرة لعام 1921م، تم قبول المنطقة كأرض تركية، وتم السماح للجنود الأتراك بحراسة القبر بعد قيام سوريا كقوة فرنسية واستقلالها في نهاية المطاف.
في عام 1973م، واستجابة لارتفاع منسوب المياه في بحيرة السد التي تم إنشاؤها حديثًا، تم نقل قبر سليمان شاه المشهور والمقبرة المرتبطة به إلى موقع جديد شمال قلعة جعبر وأصبحت القلعة نفسها أرضًا سورية.

## الصور

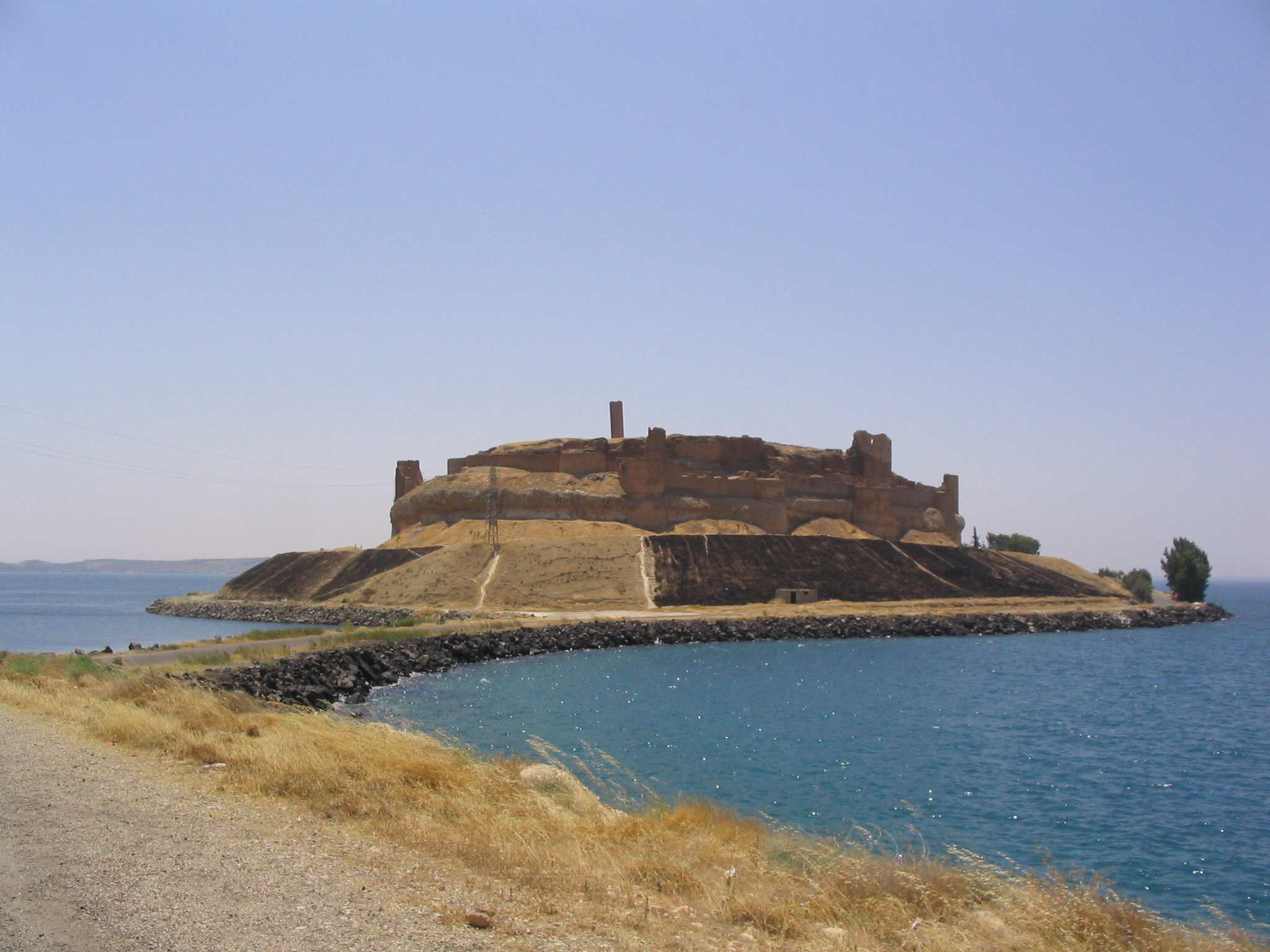
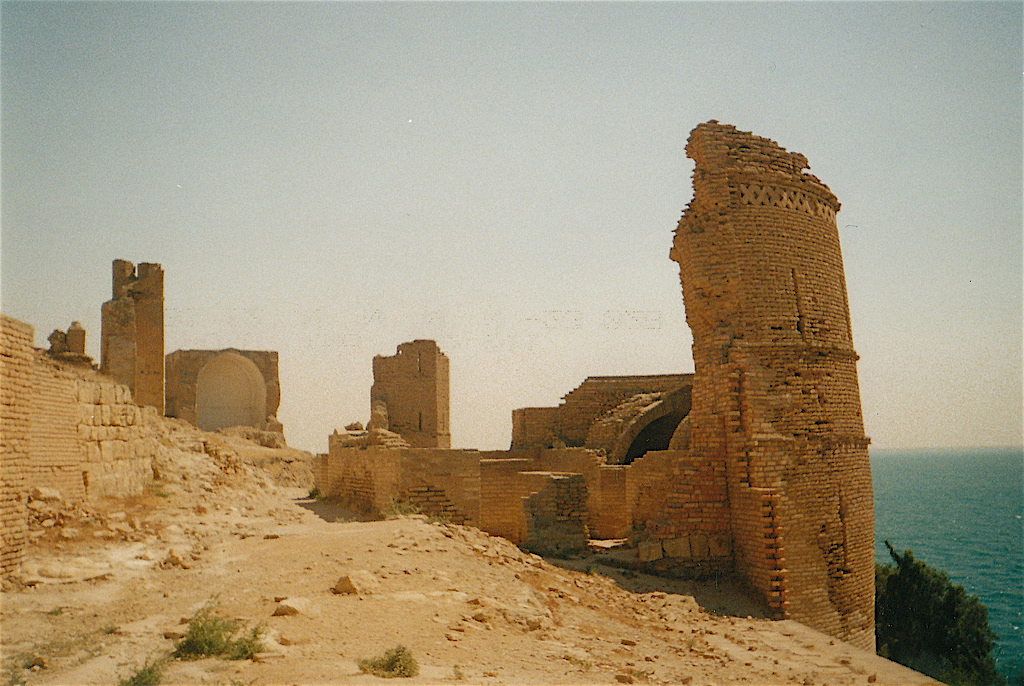
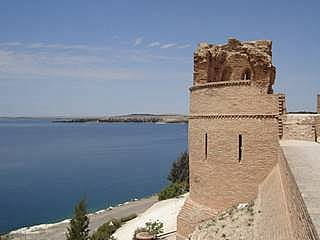
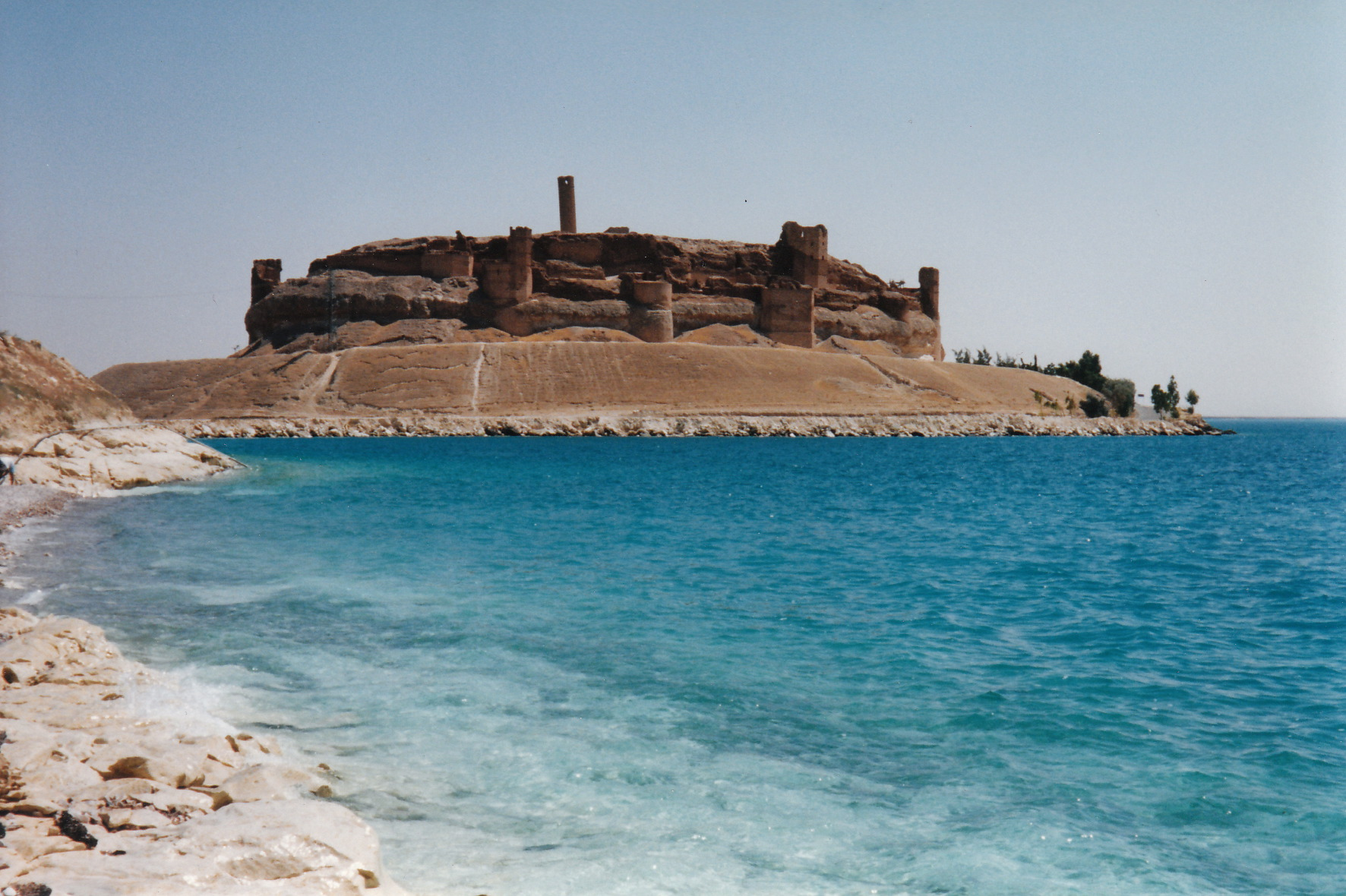
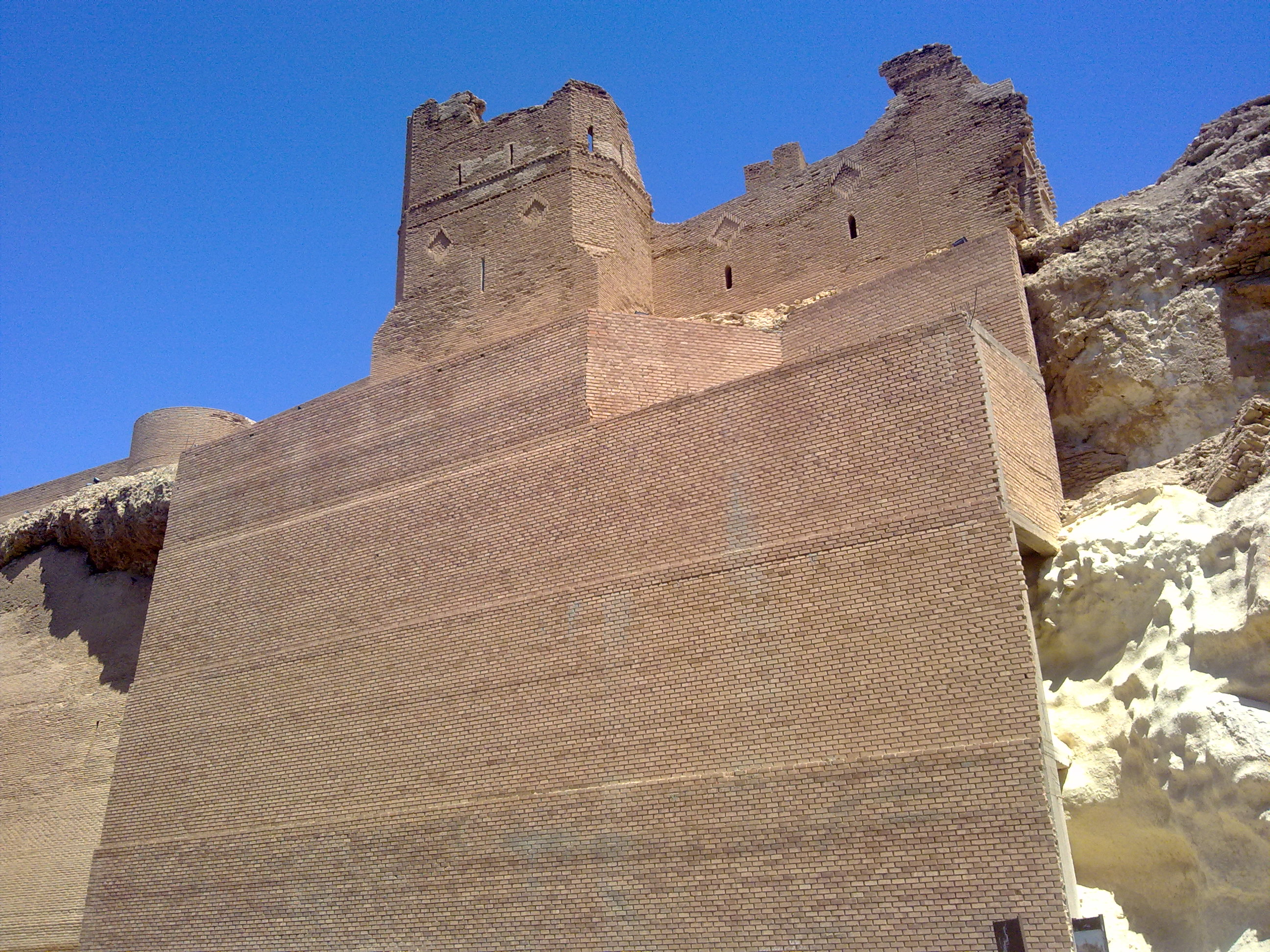
سور القلعة المطل على البحيرة
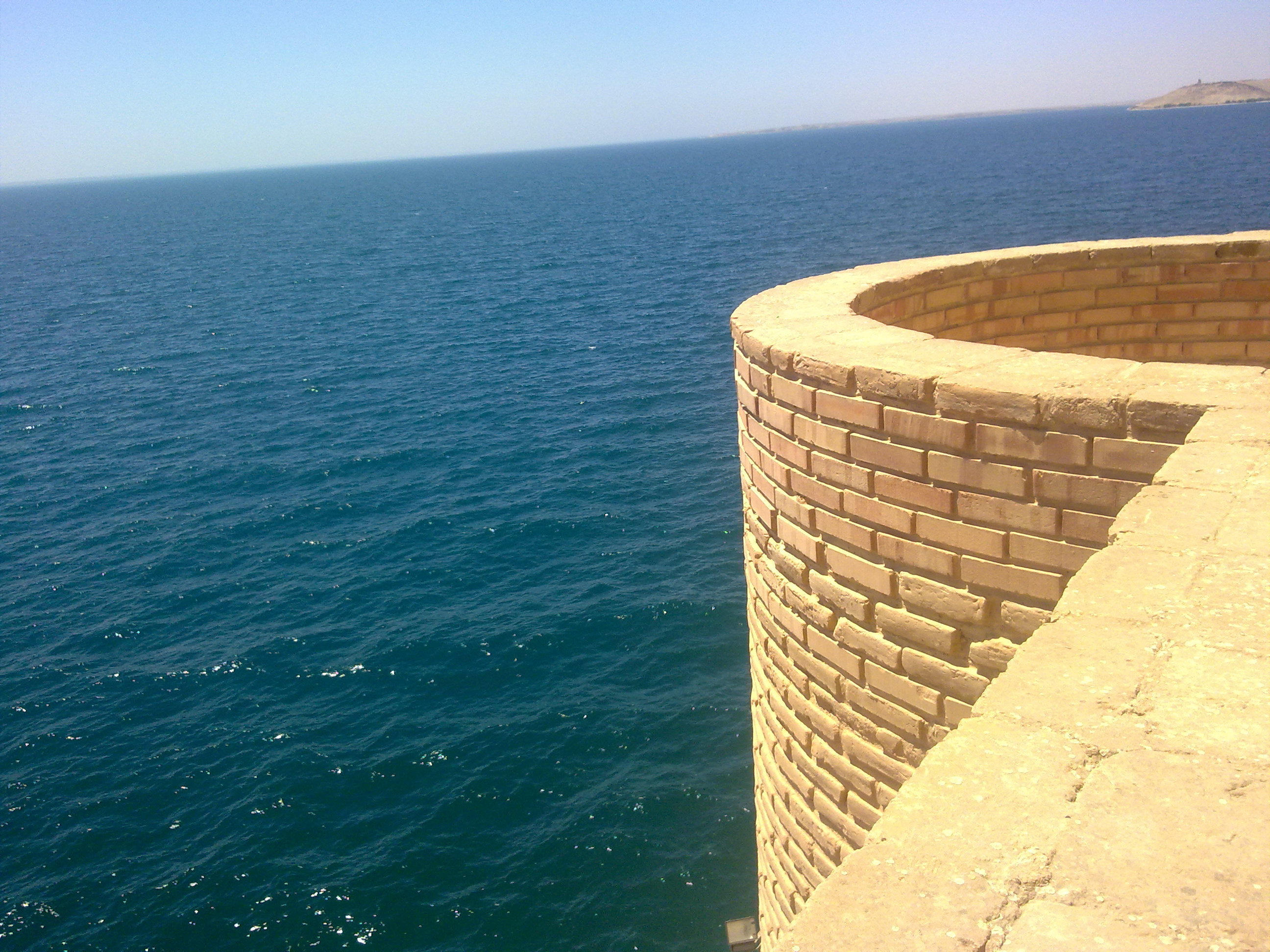
أحد أبراج قلعة جعبر
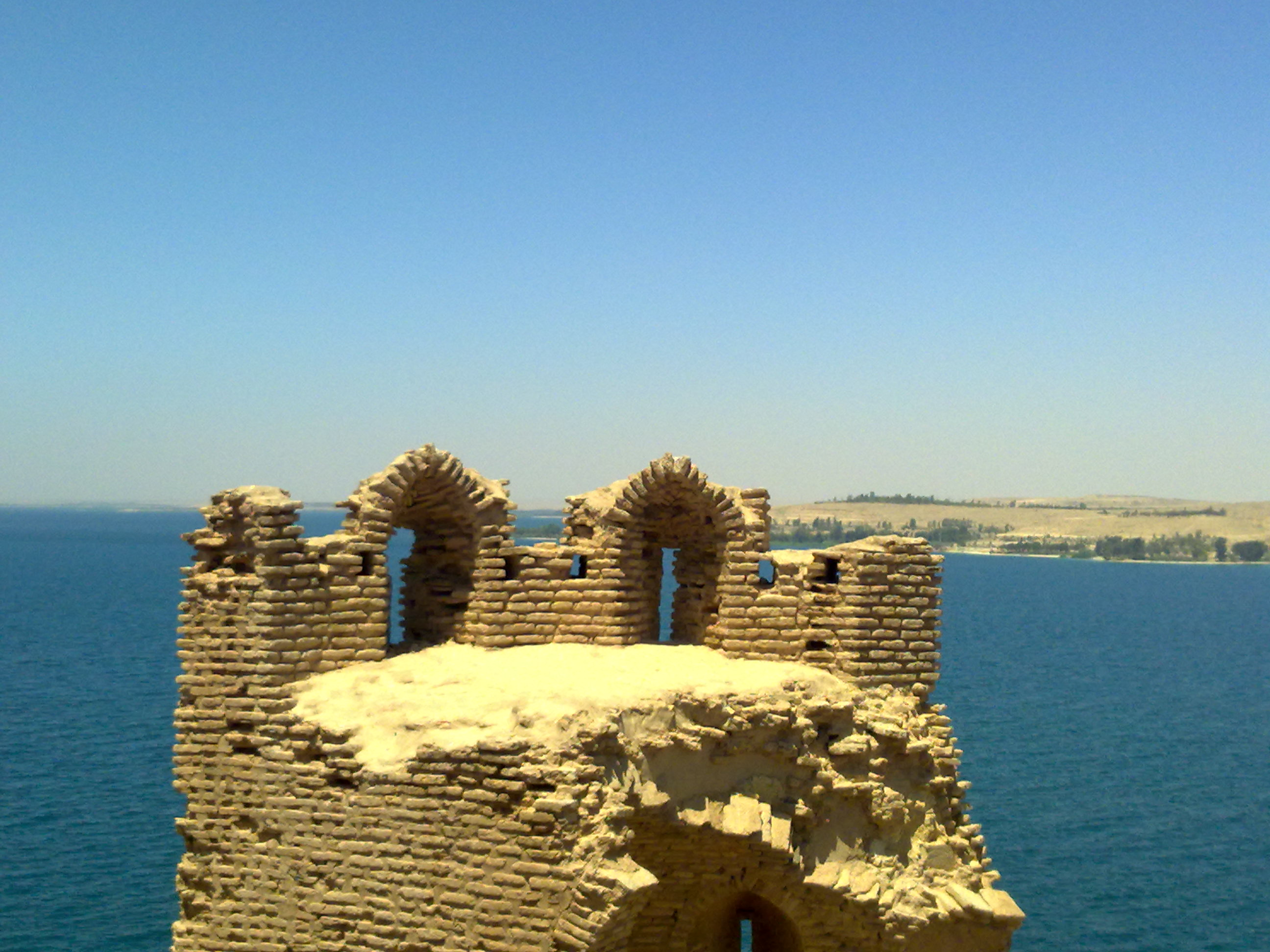
أحد أبراج القلعة
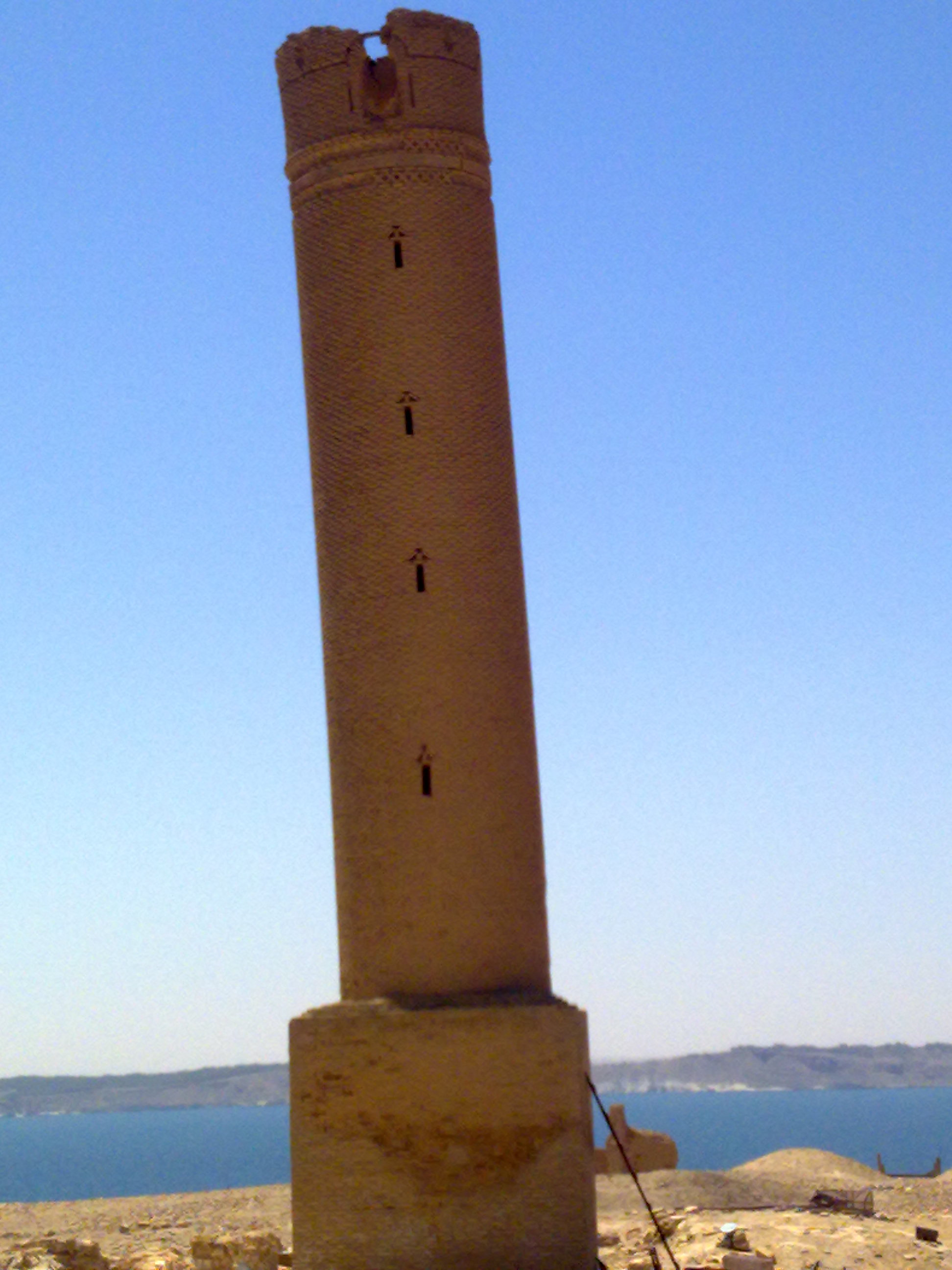
المئذنة
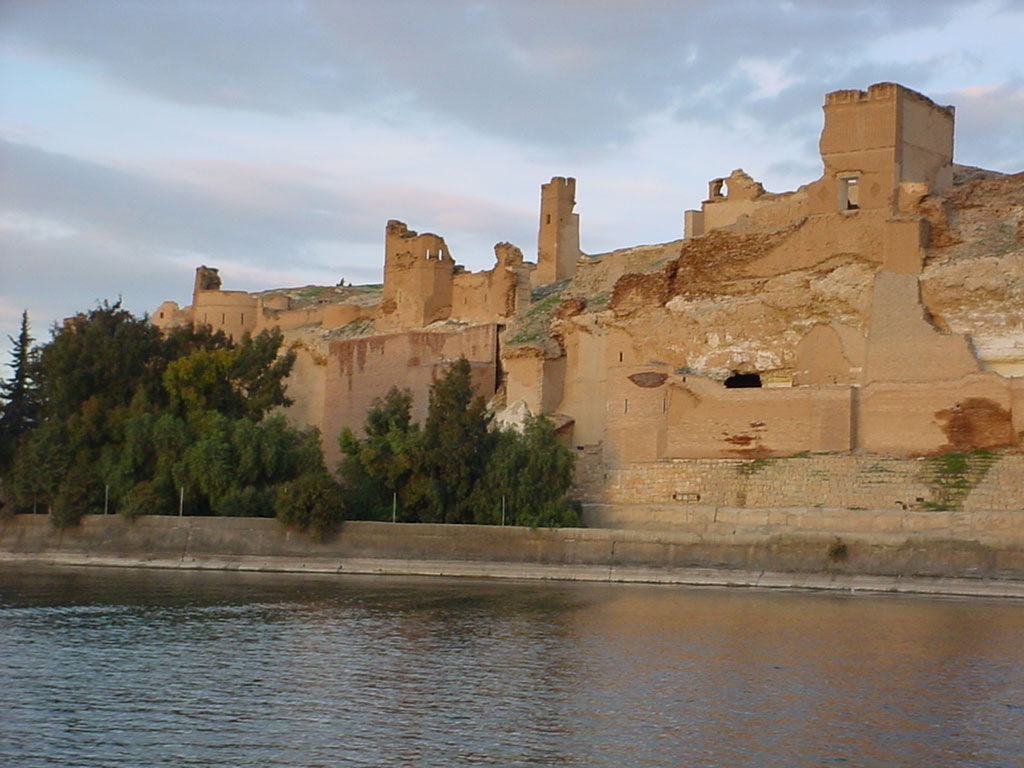

## وصلات خارجية
- Pictures from Syria Looks
- Pictures from Syria Winks
- Zeledi